# Paleontología en 1825
La paleontología es el estudio de las formas de vida prehistóricas en el planeta Tierra mediante el análisis de fósiles de plantas y animales. Esto incluye el estudio de fósiles corporales, huellas (icnitas), madrigueras, restos de restos, heces fosilizadas (coprolitos), palinomorfos y residuos químicos. Dado que los seres humanos han encontrado fósiles durante milenios, la paleontología tiene una larga historia, tanto antes como después de su formalización como ciencia. Este artículo registra descubrimientos y eventos significativos relacionados con la paleontología ocurridos o que hayan sido publicados en el naño 1825.

## Dinosaurios

### Nuevos taxones
| Nombre      | Novedad   | Estado | Autor(es) | Edad                                      | Unidad           | Ubicación  | Notas | Imágenes |
| ----------- | --------- | ------ | --------- | ----------------------------------------- | ---------------- | ---------- | --- | -------- |
| Iguanodonte | Gen. nov. | Válido | Mantell   | Barremiano, hace 126–125 millones de años | Formación Wessex | Inglaterra | En una presentación ante la Royal Society de Londres, Mantell informa su conclusión de que el recién nombrado Iguanodon es un nuevo reptil herbívoro gigante. |          |

## Aves

### Nuevos taxones
| Nombre           | Novedad  | Estado | Autor(es) | Edad                         | Unidad                          | Ubicación  | Notas                                                                                       | Imágenes |
| ---------------- | -------- | ------ | --------- | ---------------------------- | ------------------------------- | ---------- | ------------------------------------------------------------------------------------------- | -------- |
| Larus toliapicus | Esp. nov | Válido | König     | Eoceno temprano (Ypresiense) | Formación de arcilla de Londres | Inglaterra | Descrito como género de Laridae, pero transferido a un nuevo género: Halcyornis Owen, 1846. |          |

## Pterosaurios
- El paleontólogo Georg Graf Munster descubrió un cráneo inusual. Envió el fósil a Soemmering, quien pensó que pertenecía a una antigua ave marina. También envió un molde del cráneo a August Georg Goldfuss, quien lo reconoció como un pterosaurio. Le pondría ese nombre en 1831.[4]